# Jupiter-C

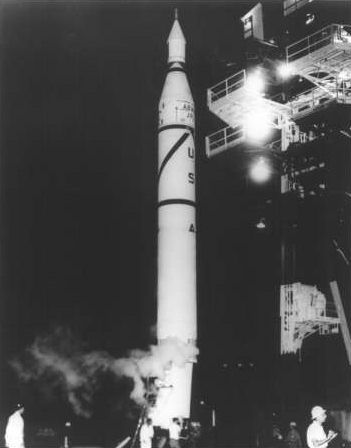
Um foguete Jupiter-C prestes a ser lançado.

O Júpiter-C foi um foguete de sondagem de origem Norte Americana, usado para três voos suborbitais entre 1956 e 1957, para testar ogivas de reentrada cônicas, que seriam usadas mais tarde num míssil mais avançado, o míssil móvel PGM-19 Jupiter.
Um dos membros da família de foguetes Redstone, o Jupiter-C foi especificado pela Army Ballistic Missile Agency (ABMA), sob orientação de Wernher von Braun. Todos os três lançamentos foram efetuados a partir da Estação da Força Aérea de Cabo Canaveral.

## Descrição

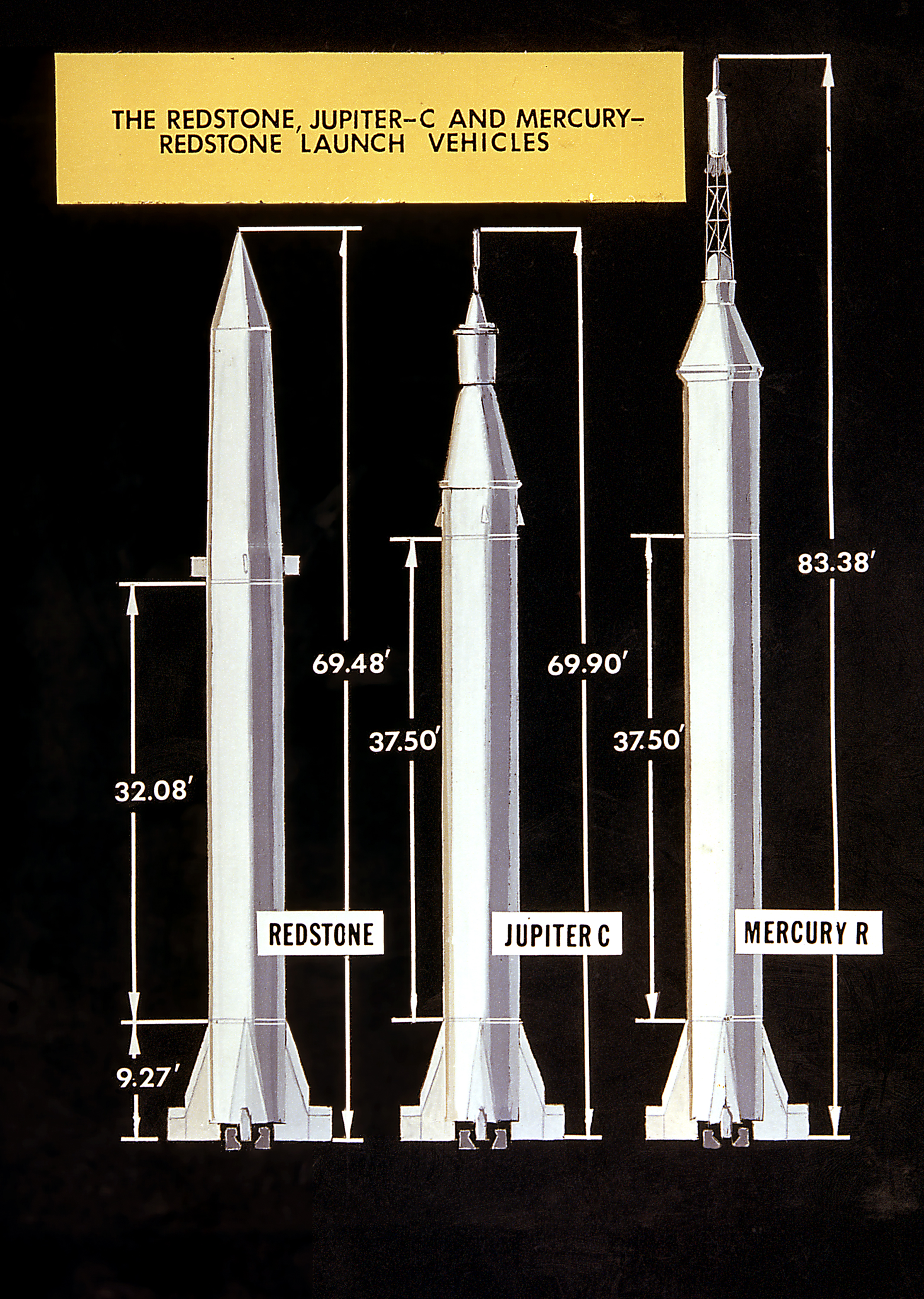
Um Redstone, um Jupiter-C e um Mercury-Redstone.

Cada veículo consistia de um míssil Redstone, com dois estágios superiores movidos a combustível sólido. Os tanques do Redstone eram aumentados em cerca de 2,4 m para suportar o combustível adicional necessário. O compartimento de instrumentos também era menor e mais leve que o do Redstone. Os estágios superiores eram agrupados num tubo no topo do veículo.

## Características
Fonte:
- Pesos na configuração para o lançamento do Explorer 1, abastecido / vazio
  - Massa total no lançamento: 29 000 kg /4 640 kg
  - 1º estágio: 28 400 kg / 4 400 kg
  - 2º estágio: 460 kg / 220 kg
  - 3º estágio: 130 kg / 64 kg
- Propulsão
  - 1º estágio: motor Rocketdyne A-7
    - Empuxo, 370 kN
    - tempo de combustão 155 s
    - impulso específico 235 s (2,30 kN·s/kg)
    - combustíveis, oxigênio líquido, como oxidante, e "Hydyne" (60% Dimetil-hidrazina assimétrica e 40% Dietilenotriamina), como combustível
    - alimentação por turbo bombas
    - acionamento das turbo bombas, 90% de peróxido de hidrogênio decomposto por catalisador

  - 2º estágio: Onze motores (JPL) em escala do foguete Sergeant
    - Empuxo, 73 kN
    - tempo de combustão 6,5 s
    - impulso específico 220 s (2,16 kN·s/kg)
    - combustível sólido, polissulfídeo de alumínio e perclorato de amônia

  - 3º estágio: Três motores (JPL) em escala do foguete Sergeant
    - Empuxo, 24 kN
    - tempo de combustão 6,5 s
    - impulso específico 235 s (2,30 kN·s/kg)
    - combustível sólido, polissulfídeo de alumínio e perclorato de amônia

## Histórico dos lançamentos
1. 20 de setembro de 1956: conduziu uma carga útil de 39,2 kg, incluindo um modelo de satélite de 14 kg a 1.100 km de altitude atingindo a velocidade de 7 km/s e 5.300 km de alcance.[1]
2. 15 de maio de 1957: conduziu uma coifa cônica de material antitérmico de 140 kg a 560 km de altitude e 1.100 km de alcance.[1]
3. 8 de agosto de 1957: conduziu uma coifa cônica em escala de 1/3 a 460 km de altitude e 2.140 km de alcance. Este voo usou a configuração Juno I (quatro estágios).[1]